# 天日腹大科度美神
天日腹大科度美神（アメノヒバラオオシナドミ／アメノヒハラオオシナドミ、歴史的仮名遣：アメノヒバラオホシナドミ／アメノヒハラオホシナドミ）は、日本神話に登場する神。

## 概要
『古事記』にのみ登場する大国主神の8世孫の神で、十七世神（とおまりななよのかみ）の一柱である国津神。
事績に関する記述は特に無いが、日原神社の社伝では鎮座地である日原で誕生したとする。
「天日腹」は「天の霊原」、「大」は「偉大」、「科度」は「し」（「風」の古語）+「な」（「の」を表す上代語の格助詞）+「ど」（処）、「美」は「霊」と解し、名義は「天の神聖な原から吹く偉大な風の神霊」と考えられる。

## 研究
やや長い名前を持つ神であるため、神名を構成する個々の語句について複数の解釈がある。「日腹」は地名とされており、日原・檜原の両説がある。前者については出雲風に日原社があり、後者には万に「巻向の檜原の山」、「泊瀬の檜原」、「三輪の檜原」などの例がある。また「科度」は息長処（風の吹き起こるところの意）という説と、坂処（坂になったところの意）という説がある。そして「美」は女性を表す接尾語とする説と美称を示す接尾語とする説がある。なお、この神を含めて大国主神の神裔を指して「十七世神」とされている点について、代替わりを繰り返しており神よりも人に近づいた存在であると指摘する説がある。

## 系譜

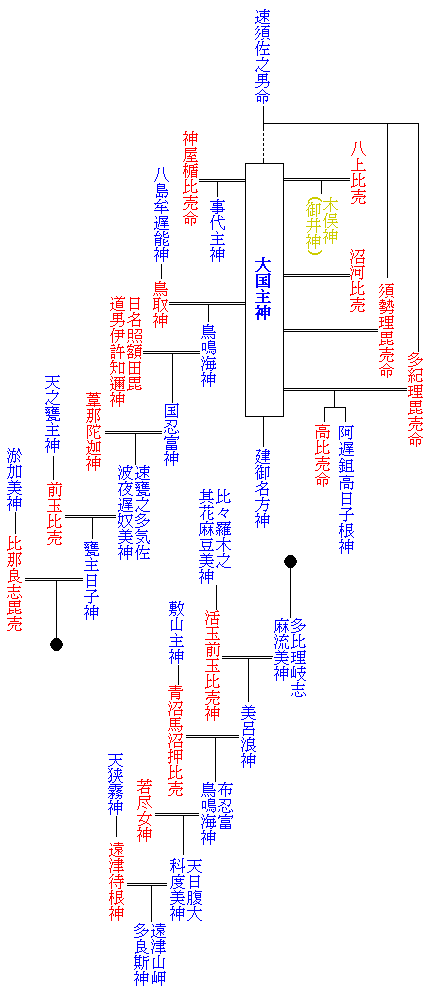
大国主の系図（『古事記』による）。青は男神、赤は女神、黄は性別不詳

大国主神の7世孫の布忍富鳥鳴海神が若尽女神を娶って生まれた神で、天之狭霧神の娘の遠津待根神を娶って遠津山岬多良斯神を生んだ。

## 祀る神社
- 日原神社（京都府舞鶴市女布） - 主祭神
- 大森神社（島根県雲南市木次町東日登） - 主祭神
- 日原神社（島根県雲南市大東町） - 主祭神